# Satelitní stát
Satelitní stát, jednoduše satelit, (z latinského: satelles = osobní stráž, tělesná stráž) je pejorativní pojmenování pro stát, který je v silně závislé vazbě na státu silnějším.
Stupeň závislosti může být rozdílný. V historii se uplatňovala převážně přímá vojenská závislost (tvrdá), dnes je rozšířena především závislost politická či ekonomická (měkká).

## Příklady satelitních států
- Slovenský stát (1939–1945) na nacistickém Německu
- Japonsko od roku 1945 na USA[2]
- země NATO na USA[3] (síla závislosti je u jednotlivých států různá)
- země sovětského bloku (1945–1989) na SSSR (síla závislosti byla u jednotlivých států velmi[4] různá),[5] politika omezené suverenity zvaná Brežněvova doktrína (1968)